# Гульд, Вильям (Уильям)

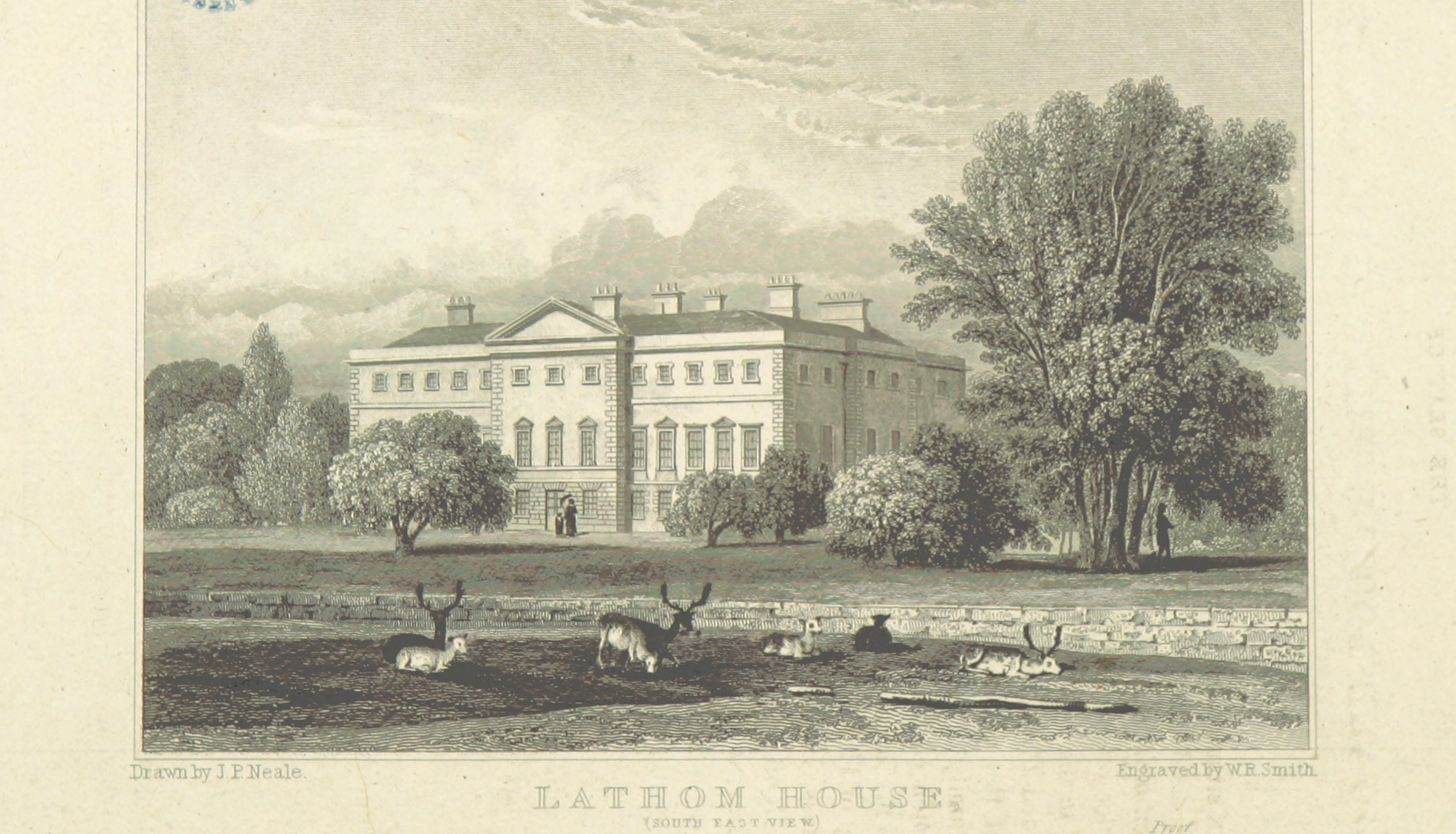
Поместье Латом-Хаус недалеко от Ормскерка

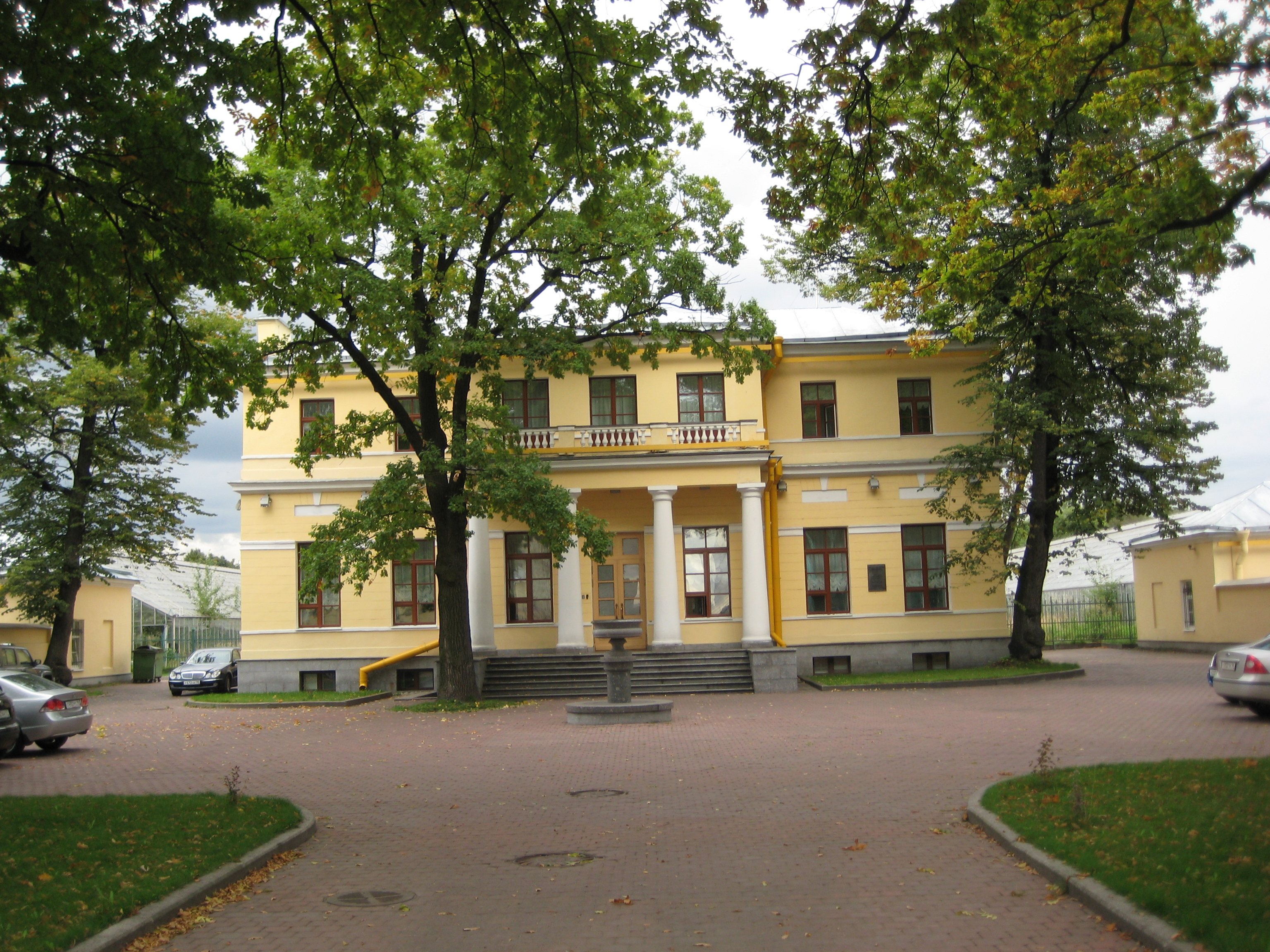
Таврический дворец. «Дом садовника»
(дом Вильяма Гульда)

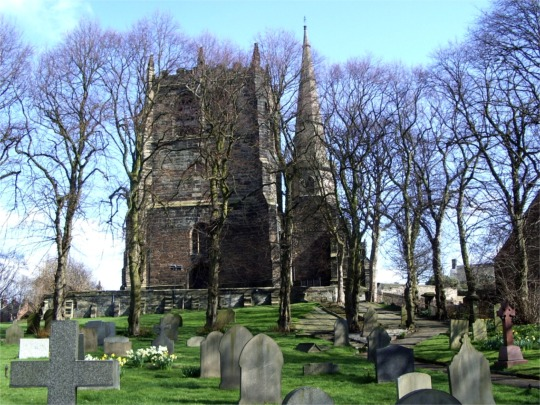
Церковь Святых Петра и Павла в Ормскерке

Вильям (Уильям) Гульд, Гулд также Гоулд (англ. William Gould; 1735, Ормскерк, графство Ланкашир, Англия — 1812, Ормскерк, графство Ланкашир, Англия) — английский ландшафтный архитектор, мастер пейзажного садоводства последней четверти XVIII века. Вильям Гульд — один из основателей российского садоводства. Он приехал в Россию в 1776 году и стал главным садовником светлейшего князя Г. А. Потёмкина. Устроитель садов и парков на юге России. Прожил тут около 30 лет. Гульд был одним из иностранных специалистов, которые, приехав в Россию, смогли полюбить её природу и способствовали развитию садово-паркового искусства, привнеся в него английские вкусы .

## Биография
Вильям Гульд родился на северо-западе Англии, в городе Ормскерк, расположенном в графстве Ланкашир. О его ранних годах жизни имеется очень мало сведений. Известно, что в 1775 году Вильям был нанят садовником в поместье Латом-Хаус (Lathom House) недалеко от Ормскерка. В следующем году – 1776 – в возрасте сорока одного года Вильям покинул Великобританию и отправился в Россию, в Санкт-Петербург. Возможно, он путешествовал с А. А. Самборским, настоятелем Православной церкви в Лондоне, который мог рекомендовать его влиятельному русскому вельможе.
В 1776 году Вильям Гульд был нанят светлейшем князем Г. А. Потёмкиным и стал его главным садовником. Вильям имел большой опыт и знания в области разбивки парков и садов, он был своего рода российским Брауном. Гульд следил за всеми парками князя и сопровождал его в поездках. Некоторые из поместий Потёмкина были больше любого графства в Англии. Сам Гульд нанял сотни слуг, чтобы они помогали ему в работе для Потёмкина.
Князь благоволил Гульду и поручал ему самые ответственные задания: организацию «мгновенных садов» во время путешествия Екатерины II в Крым, создание пейзажных парков в английском стиле в своих поместьях, устройство парков и садов на территориях Новороссии и Северного Причерноморья.
Осенью и зимой 1784/5 года Гульд был одним из первых английских садоводов, отправившихся в Крым. Во время путешествия по Крыму у Вильяма возникли проблемы с ногой, и в 1788 году он вернулся в Англию для лечения, а в следующем году снова вернулся в Крым.
После смерти своего влиятельного покровителя в 1791 году, Вильям был определён императрицей Екатериной II садовником в Таврическом саду, который он сам создал. Екатерина назначила Гульду небольшой дом с двумя флигелями, спроектированный архитектором Фёдором Волковым. С одной стороны дома находился служебный флигель, где жили его ученики, а с другой — конюшни, амбар, курятник и другие хозяйственные службы. Это место до сих пор известно как «Дом садовника».
В 1793 году Гульд снова захотел вернуться в Англию для лечения. Он решил продать участок земли, который в 1789 году подарил ему Потёмкин , однако наследники князя не позволили ему получить какие-либо деньги. После смерти Г. А. Потёмкина осталась масса долгов. Императрица Екатерина II выделила Гульду 5000 рублей из кабинета (правительства) на его поездку; она, очевидно, очень высоко его ценила .
Когда к власти пришёл Павел I, он был полон ненависти к памяти князя Потёмкина. Из-за этого он превратил Таврический дворец в казармы и конюшни для конной гвардии, а сад забросил. Вильям, вернувшись в Россию, был очень огорчён этим. Настолько, что в 1799 году он снова уехал в Англию вместе со своей дочерью Элизабет. Это было его решение, но он продолжал получать жалованье.
Александр I, заняв престол, в 1801 году повелел Гульду возвратится в Россию. В течение трёх последующих лет Вильям восстанавливал сад Таврического дворца. Он вновь был определён садовником Таврического дворца . В 1804 году Гульд подал прошение Александру I о пожаловании ему в собственность праздного казённого места, лежащего против Таврического дворца. В прошении он отметил: «Быв толикое время и почти до гроба в России, я не имею ни малейшего участка собственного для преклонения главы моей» . Однако желаемого результата Гульд так и не добился.
В августе 1806 года Гульд получил отставку по состоянию здоровья,
как изнеможённый семидесятилетний старец. Вместе со своей дочерью Элизабет он окончательно уехал в Англию. Гульд получал из России ежегодную пенсию в размере 1700 рублей.
Приходская церковь Святых Петра и Павла в Ормскерке — его последнее пристанище.

## Ландшафтный архитектор
Среди первых заказов, выполненных Гульдом в России, были садовые работы в Аничковом саду, Осиновой Роще и на Елагином острове.
В конце 1770-х годов сад Аничкова дворца в Санкт-Петербурге простирался вплоть до Садовой улицы и имел регулярную планировку. Тогда там были организованы пруды, фонтаны, оранжерея и небольшой павильон.
Садовые работы на мызе Осиновая Роща в пригороде Петербурга начались в 1778 году. Была заново создана водная система, которая основывалась на живописной компоновке четырех контрастно очерченных разновеликих водоёмов. Большая часть работ была связана с оформлением береговой линии Осинорощинского озера и созданием прогулочного маршрута вдоль него.
Елагин остров — самый северный в устье Невы. На столичном острове Гульд разбил парк английского типа с каналами, прудами и гротами; были выстроены мостики и беседки.
К проектным работам на  Даче Сиверса Гульд приступил в конце 1778 — начале 1779 года, после того как вернулся из подмосковного села Троекурово (Хорошёво-Троекурово). Там он создал английский сад и парк.
В рамках создания нового усадебного комплекса на Даче Сиверса был выстроен по проекту Б.-Ф. Растрелли каменный дом с флигелями, разбит регулярный сад с прямоугольными боскетами, «зелёными кабинетами» и круглым в плане прудом. Западная часть усадьбы была занята фруктовым садом, огородами и оранжерейными строениями.
Главное творение Вильяма Гульда в Санкт-Петербурге – Таврический сад (1783-1784). Этот и последующие заказы Потёмкина он выполнял вместе с архитектором Иваном Старовым. Они тесно сотрудничали, поэтому Таврический дворец и сад создавались «в тандеме». Именно работы по планированию и созданию садов вокруг Таврического дворца принесли Вильяму Гульду репутацию изобретательного и искусного садовода. Контуры ландшафтного дизайна дворцовых садов, созданных Гульдом, отчётливо видны и сегодня.
Для Потёмкина садовый мастер Гульд сформировал парки в малороссийской Хортице, а также в белорусской Дубровне, где в очередной раз он поработал совместно со Старовым.
В 1781 году Гульд побывал в подмосковном селе Дубровицы и разработал план будущего сада. Он создал там образцовое оранжерейное хозяйство, где в 1786 году выращивались разнообразные фруктовые деревья, такие как персики, нектарины, абрикосы и другие, лучших сортов, которые он смог найти в Москве. В саду также росло много деревьев чёрной черешни отличного сорта.
Осенью 1784 года Потёмкин командировал Гульда в Крым. В 1785 году Гульд заложил английский садовый парк в Кременчуге. Когда в 1787 году Екатерина II посетила Кременчуг, дворцовый сад был готов и приятно удивил путешествующий двор.
Я от роду не видала такие грушевые деревья, охвата в два, как в моём саду, в Кременчуге.Екатерина II — Н. И. Салтыкову
В Херсоне Гульд основал два сада. Первый был вокруг путевого дворца Екатерины II. В этом саду дорожки были покрыты толчёными ракушками, чтобы не поднималась пыль во время прогулок. Второй сад в Херсоне был создан в 1785 году; Гульд посадил около двадцати тысяч фруктовых деревьев и других деревьев, привезенных из Польши, Крыма, Турции и Воронежа.
Гульд создал английские сады в таких населённых пунктах, как Симферополь, Кача, Алупка, Карасубазар, Бурунча и Байдар, который находился в Байдарской долине.  В Крыму, как и в других регионах, он стремился гармонично вписать особенности природы в планировку сада, подчёркивая их красоту и функциональность. При этом он не забывал о сельскохозяйственном использовании участка.

«Надобно сказать вкратце и вообще о Крымской стороне, что в ней можно найти с избытком всё то, что есть нужно и полезно для человеческой жизни». (Вильям Гульд, 20 июля 1785)
В Островках архитектору И. Е. Старову было поручено проектирование готического замка и всех прочих строений, а Вильяму Гульду – разработка проекта пейзажного парка с последующей его реализацией. В середине 1787 года комплекс был в целом сформирован. Аллеи парка, то прямые с высокими деревьями, то извилисто капризные, разбегались по холмам и островкам. Рядом с дворцом были пруды разной величины с эффектными очертаниями. Они были частью хорошо продуманной гидросистемы. В оранжереях росли и плодоносили прекрасные ананасы.
Всё же наибольшую известность Гульд приобрёл благодаря своим «мгновенным садам». Они были созданы в местах остановок путешествующей по крымской земле в 1787 году императрицы Екатерины II.
Пейзажные парки в усадьбах Потёмкина были организованы в Николаеве, Богоявленске и столице Новороссии Екатеринославе.
В Богоявленске, известном также как Витовка, Гульд окружил ближайший лесок дорогами и превратил его в прекрасный сад. Он высадил там множество цветов, особенно роз. Также он определил место для оранжерей, теплиц и плодового сада. «Между всеми моими путешествиями не находил я земли плодоноснее здешней для всех произрастаний вообще; и пастбищ способнее для скотоводства» — пишет Гульд восторженное письмо князю в сентябре 1789 года. Особое значение Гульд придавал многомерному визуальному взаимодействию своего парка с окружающей местностью. В частности, на правом берегу Витовской балки по его собственному проекту был разбит обширный виноградный сад и построена живописная изба для виноградаря.
Английский пейзажный парк в Екатеринославе создавался в 1789 —1794 годах. Князь отправил 23 августа 1789 года «Наставление господину Гульду». В «Наставлении...» Г. А. Потёмкин предписывал В. Гульду, кроме других работ в Новороссии, «проехать в Екатеринослав новый, и у дома моего сад расположить и остров отделать садом. Пользуясь деревьями, какие здесь есть, сей сад сразу сделать, а я прикажу несколько сот турков употребит на сию работу... Оранжереи располагать должно… Парники устроить…».
Гульд давал особые указания по улучшению садов, например, в Ораниенбауме, Петергофе и других местах.
В начале 1795 года по поручению Екатерины II он работал на Горбылевской даче, которая находилась недалеко от столичного Таврического дворца, на другом берегу Невы.
В 1805–06 годах в центре Санкт-Петербурга Гульдом по проекту архитектора Луиджи Руска был заложен  Адмиралтейский бульвар (сад Адмиралтейства). Это был последний его реализованный российский заказ. Сейчас на этом месте площадью в 10 гектар расположен Александровский сад. За работу император Александр I наградил Гульда и Руска брильянтовыми перстнями.

## Наследие и критика
При Екатерине Великой «английский сад» с его естественным видом стал очень популярным и занял место более формального французского стиля в России.
Нет сомнений, что Гульд, английский садовник, был очень высоко оценен в России. Ему, безусловно, повезло, что он был нанят князем Потёмкиным, который описан в «Энциклопедии садоводства» (1826) как «один из самых экстравагантных поборников нашего искусства, которым может похвастаться современное время».
Помимо Гульда, в Крыму в 1785 году работали и другие иностранные садоводы, которых отправил Потёмкин. Среди них были: Грунтваль — специалист по виноделию, Ортлин — знаменитый садовник винограда, Линдер — мастер по разведению шелковицы и другие. Позднее, в 1787 году, Якоб Фабр сменил Иоганна Банка на посту директора Таврических садов. Все эти люди внесли значительный вклад в развитие садоводства в Крыму .
Однако усилия Потёмкина по созданию садов имели и негативные аспекты, связанные с получением саженцев в Крыму. Нужно было не только выкопать деревья, не раздражая татарское население (ведь сады принадлежали татарам и грекам), но и нанять много местных татар для этой работы. Кроме того, всё выкопанное нужно было обернуть рогожей (взятой бесплатно в магазине) и доставить в Симферополь. Не обошлось без недовольства местного населения из-за задержек с оплатой за выкопку деревьев.
Зимой 1789–1790 года растения, которые были выкопаны, не отправили из-за сильных морозов. Вероятно, на зиму деревья были прикопаны в землю. И только в начале марта их отправили в Севастопольскую бухту на нескольких подводах. Там растения должны были погрузить на один из кораблей Черноморского флота, который направлялся в Херсон. 
Неизвестно, были ли растения из Крыма доставлены в Богоявленское в марте 1790 года. Если и были, то вряд ли они прижились. Ведь редко какое растение может выдержать 4,5 месяца без земли, тем более при минусовой температуре, даже если корни были защищены рогожей.
Чтобы быстро организовать сад на новом месте, могли разорить сад, который был в другом имении. Как писал историк А. А. Скальковский, Потёмкин привёз в Екатеринослав со своего имения в Дубровно великолепную оранжерею с 29 садовниками на кораблях по Днепру. Сверх того, большие фруктовые деревья были привезены частью из Молдавии, частью из Малороссии.
Потёмкин не щадил ни денег, ни труда, ни людей. Но, к сожалению, многое было начато и брошено — великолепные сады в Кременчуге и других городах тотчас же после краткого пребывания там Екатерины, были запущены, выродились или превратились опять в голую степь.
|  |  |  |  |

### Комментарии
1. ↑  В различных изданиях фигурируют две даты рождения: 1732 и 1735 (Кавун М. Е., 2012).
2. ↑  В британской «Энциклопедии садоводства» 1826 года Вильям Гульд указан как «потёмкинский садовник» (Potemkin's Gardener).
3. ↑   В инструкции В. Гульду от 23 августа 1789 года светлейший князь Г. А. Потёмкин приказывая мастеру создать английские парки на Юге, в том числе в Екатеринославе, обещал: «Когда все это исполнит г. Гульд с усердием, то я ему подарю здесь хорошую деревню с мужиками» (Кавун М. Е., 2012).
4. ↑  В 1794 году уже совместно с архитектором Ф. И. Волковым садовый мастер Гульд продолжит проектирование и строительство теплиц и оранжерей в Таврическом саду, активно внедряя английскую систему парового отопления[14]. Во всяком случае, известно, что ещё при нём в теплицах Таврического сада выращивались персики, виноград, ананасы и самые различные овощи.